# 중원관화

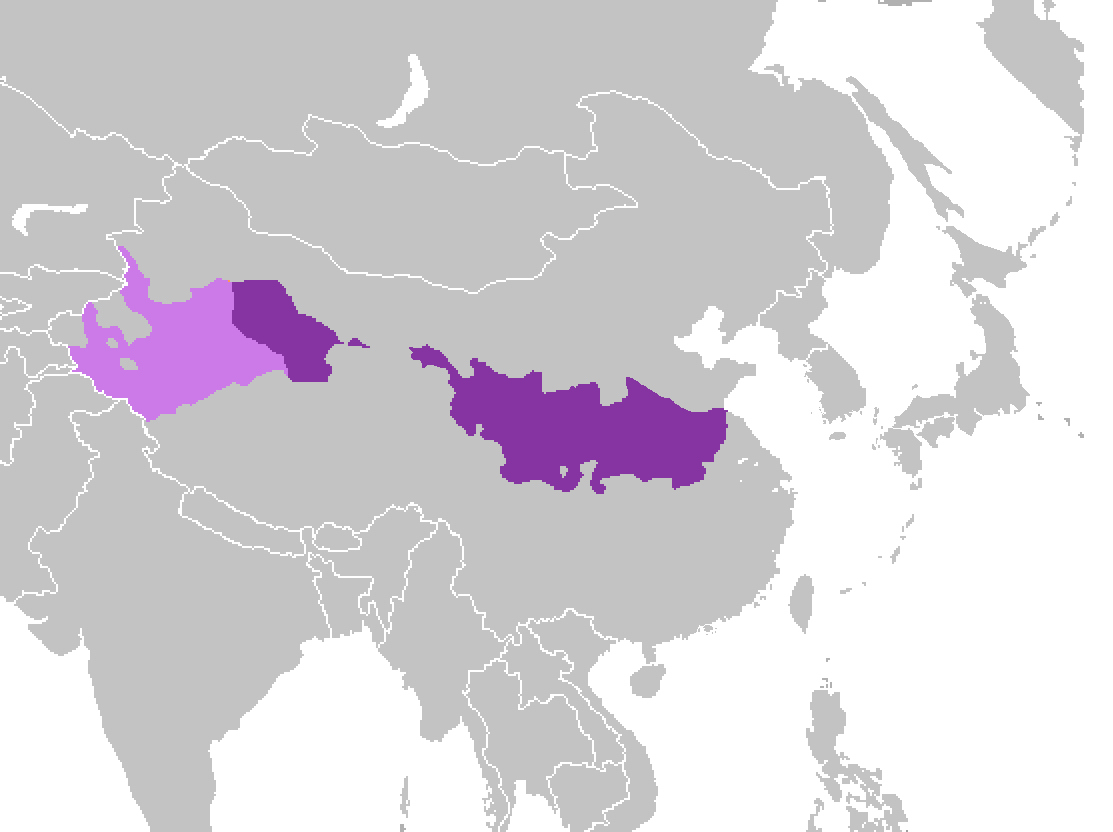

중원관화(중국어: 中原官話 중위안 관화[*])는 중국어 관화 방언 구분의 하나로, 대략 역사적 중원(中原) 지방에서 사용되는 방언들이다. 오늘날에는 산시성 (섬서성), 산시성 (산서성), 허난성, 간쑤성, 허베이성, 안후이성, 장쑤성, 신장, 산둥성의 각 일부 지역에 걸쳐 사용 지역이 분포한다.
경극에서 사용되는 예스러운 중국어는 대체로 중원관화를 바탕으로 한다.